# Crâmpoșie
Crâmpoșie este un soi românesc de struguri albi care a format în trecut baza viilor în Podgoria Drăgășani. Profesorul Teodor Martin consemna în cartea sa, Strugurii de masă:
Soi autohton... se apreciază a fi foarte vechi, ca unul din puținele soiuri dacice care au supraviețuit peste veacuri.
Acest soi se găsește numai în plantații de pe teritoriul românesc.

## Sinonime
Etimologia este necunoscută deși sunt încercări în acest sens. Soiul Crâmpoșie mai este cunoscut sub numele de Cârlogancă sau Băldoaie în Oltenia și Ciolan în Podgoria Dealu Mare. În ultima perioadă i se mai spune Crâmpoșie veche, Crâmpoșie tradițională sau foarte rar Crâmpoșie clasică pentru a se diferenția de soiul mai nou, Crâmpoșia selecționată.

## Caracteristici morfologice[8]
Rozeta este pufoasă, alb-verzuie, cu marginile violacee. Lăstarul este verde, ușor cafeniu, striat, scămos. Inflorescența este cilindro-conică, de mărime mijlocie spre mare, adesea aripată. Floarea este hermafrodită normală funcțional femelă. Staminele în număr de 5 sau 6 sunt mici, cu tendința de recurbare. Ovarul are 2-3 loji cu 4-6 ovule, este bombat, stilul este gros și cilindric. Polenul este steril. Cârceii sunt verzi, bifurcați, glabri. Frunza adultă este mare, asimetrică, întreagă sau trilobată, rar cu lobul terminal alungit, colorată verde închis pe partea superioară și puternic scămoasă pe fața inferioară. Sinusurile laterale sunt superficiale, slab schițate, iar sinusul pețiolar are formă de liră. Dinții sunt șterși, cu baza lățită și marginile drepte și mucronați. Nervurile sunt verzi, iar pețiolul este de culoare verde-vineție, mai lung decât nervura mediană. Strugurele este cilindro-conic, de mărime mijlocie, aripat, cu o așezare a boabelor rară care prezintă de cele mai multe ori boabe neomogene ca mărime. Bobul este mijlociu, de formă sferică, având la maturitatea deplină o culoare verde-gălbuie cu pete ruginii. Miezul este cărnos, crocat, nearomat. Sămânța este mijlocie ca mărime, ușor rotundă, cu șalaza rotundă slab aparentă și rostru scurt și ascuțit. Neajunsul creat de alcătuirea morfologică și funcțională a florilor la acest soi a fost înlăturat prin crearea soiului Crâmpoșie selecționată.

## Caracteristici tehnologice
Producția de struguri oscilează foarte mult, de la 10 t/ha la 20 t/ha în funcție de condițiile anului respectiv. Strugurii sunt de mărime mijlocie spre mare, conici, aripați, cu o greutate de 0,2-0,4 kg. Boabele pe ciorchine sunt rare, au pielița groasă, motiv pentru care pot rămâne pe butuc mult timp până la supracoacere concentrația de zahăr ajungând uneori până la 200 mg/l. Pielița groasă face strugurii rezistenți la atacul de mucegai sau al insectelor. 
Vinurile obținute din acest soi au multă prospețime și fructuozitate specifice soiului din care provin. Conținutul de alcool este moderat oscilând între 9-12 grade. În schimb, aciditatea este destul de ridicată, variind între 3,5-5,8 g/l. Datorită acidității și aromei acest soi era căutat pentru obținerea vinurilor spumante. 
Vinurile din Crâmpoșie se pot asocia cu preparate culinare pe bază de pește, carne de pasăre și carne de vită. De asemenea, se pot consuma ca aperitiv sau în pauza dintre mese.
Soiul Crâmpoșie este folosit atât pentru producerea vinurilor, cât și pentru consum ca struguri de masă. Se remarcă prin mărimea și aspectul frumos al strugurilor, având boabe crocante, cu un nivel potrivit de zaharuri și aciditate. Pielița fiind foarte tare și rezistentă asigură conservarea strugurilor chiar până la sărbătoarea de Paști.
În anul 1972, un grup de cercetători format din I. Dobrescu, Emilian Popescu, Daria Basamac, Victoria Lepădatu, Marin Neagu, Petre Baniță, Mircea Mărculescu și Ștefan Buterez de la Stațiunea de Cercetare și Producție Viti Vinicolă Drăgășani, a obținut soiul Crâmpoșie selecționată prin hibridarea liberă a acestui soi tradițional.